# Polikouchka (film)

Polikouchka (en russe : Поликушка) est un film soviétique sorti en 1922 et réalisé par Alexandre Sanine (en), d'après la nouvelle au titre homonyme de Léon Tolstoï. Le rôle principal est joué par l'acteur de Théâtre d'art Ivan Moskvine dont c'est la première apparition à l'écran.

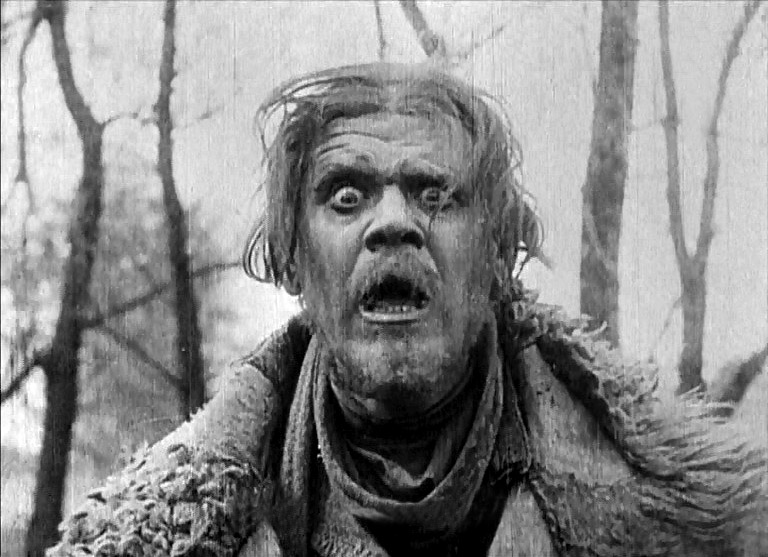
Extrait du film Polikouchka.

Le film a été tourné en 1919, mais la sortie a été repoussée en 1922 à cause de la guerre civile russe.

## Synopsis
Le moujik Polikeï surnommé Polikouchka perd une forte somme d'argent appartenant à ses maîtres et se suicide, désespéré.

## Fiche technique
- Titre : Polikouchka
- Titre original : Поликушка
- Réalisation : Alexandre Sanine (en)
- Décors : S. Kozlovski, S. Petrov

## Distribution
- Ivan Moskvine : Polikeï
- Vera Pachennaïa : Akoulina, l'épouse de Polikeï
- Evguenia Raïevskaïa : Madame
- Varvara Boulgakova : la nièce de Madame
- Sergueï Aïdarov : le gérant
- Dmitri Goundourov : le jardinier
- Sergueï Golovine : Doutlov
- A. Istomine : Ilioukha, neveu de Doutlov
- Nikolaï Znamenski : Aliokha
- Varvara Massalitinova : la femme du menuisier
- Nikolaï Kostromskoï : le buffetier